# Pillgramer Wiesengraben
Der Pillgramer Wiesengraben ist ein rechter Zufluss des Weißen Grabens in Brandenburg.
Der Graben beginnt rund 340 m nördlich der Jacobsdorfer Straße am westlichen Rand der Gemarkung von Pillgram, einem Ortsteil der Gemeinde Jacobsdorf. Er verläuft in südlicher Richtung und unterquert die Bahnstrecke Berlin–Frankfurt (Oder). Von dort verläuft er rund 1500 m weiter in südlicher Richtung. Von Westen und Osten fließen zwei unbenannte Gräben hinzu. Kurz vor der Bundesautobahn 12 entwässert der Graben schließlich in den Weißen Graben.